# Difusão gasosa

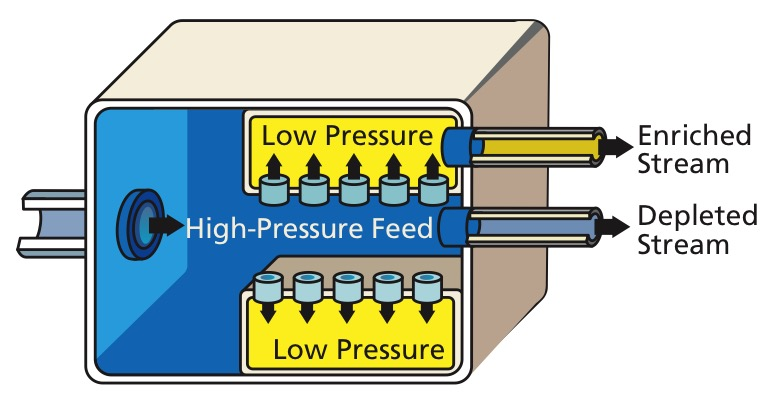
A difusão gasosa usa membranas semipermeáveis para separar o urânio enriquecido.

A difusão gasosa é uma tecnologia usada para produzir urânio enriquecido, forçando o hexafluoreto de urânio (UF6) através de membranas semipermeáveis. Isso produz uma ligeira separação entre as moléculas contendo urânio-235 (235U) e urânio-238 (238U). Pelo uso de uma grande cascata de muitos estágios, altas separações podem ser alcançadas. Foi o primeiro processo a ser desenvolvido que foi capaz de produzir urânio enriquecido em quantidades úteis industrialmente.
A difusão gasosa foi inventada por Francis Simon e Nicholas Kurti no Laboratório Clarendon em 1940, encarregada pelo Comitê MAUD de encontrar um método para separar o urânio-235 do urânio-238 a fim de produzir uma bomba para o projeto Tube Alloys, do Reino Unido. O protótipo de equipamento de difusão gasosa foi fabricado pela Metropolitan-Vickers (MetroVick) em[Trafford Park, Manchester, a um custo de 150.000 libras esterlinas por quatro unidades, para a a fábrica M. S. Factory, Valley. Este trabalho foi posteriormente transferido para os Estados Unidos quando o projeto Tube Alloys foi anexado pelo Projeto Manhattan.